# Spodiopsar
Genre
Synonymes
- Sturnus Linnaeus, 1758[2]
- Pastor Temminck, 1815[2]
- Temenuchus Cabanis, 1851[2]

Spodiopsar est un genre de passereaux de la famille des Sturnidés. Il se trouve à l'état naturel dans l'Est de l'Asie,.

## Liste des espèces
Selon la classification de référence du Congrès ornithologique international (version 8.1, 2018) :
- Spodiopsar cineraceus (Temminck, 1835) — Étourneau gris, Martin gris
- Spodiopsar sericeus (Gmelin, JF, 1789) — Étourneau soyeux, Martin à bec rouge